# 狗娃子票
狗娃子票（官方名称为新疆厅（司）库官票红钱一百文）是中华民国三年（公元1914年）和中华民国四年（公元1915年）在北疆迪化道、伊犁道及南疆阿克苏道流通的面值为红钱一百文（合银二钱五分）的“新疆厅（司）库官票”的俗称。因为钱币正面的狮子图案因画技不精，印制不清而像狗，所以被称为“狗娃子票”。现存世较少，实物罕见。

## 历史
由于中华民国的建立，清朝政府对新疆的财政补助断绝。新疆当局不得不在准备金不足的情况下发行“新疆省票”来解决财政困难。早期的“新疆省票”主币为面额为红钱四百文（合银一两），民间被称为“大龙票”的“新疆厅（司）库官票”。而“狗娃子票”则是作为“大龙票”的辅币而发行的，“狗娃子票”面值一百文（合银二钱五分）。由于“狗娃子票”发行正值新疆省财政厅成立并将原新疆都督府财政司合并的时间，所以“狗娃子票”既有以“新疆司库官票”为名的钞票，也有以“新疆厅库官票”为名的钞票。在中华民国三年（公元1914年）到中华民国四年，“狗娃子票”与“大龙票”一起流通于北疆迪化道、伊犁道及南疆阿克苏道。“狗娃子票”共计发行一百零三万三千二百五十两。“狗娃子票”从1915年起开始收回销毁，故现存世较少，实物罕见。另外，民国九年（公元1920年）的一套小省票红钱一百文与“狗娃子票”面额相同，虽然没有狮子的图案，但民间也管其叫“狗娃子票”。

没有狮子图案的民国九年“狗娃子票”

## 形制特征
民国三年（公元1914年）版的“狗娃子票”在迪化市以白道林纸石印。由新疆省财政厅的发行1914年版的“狗娃子票”为长135毫米，106毫米宽的横式小官贴。正面用红、绿、黑三色套印。正中由汉文、维吾尔文相间的几行字，内容为“新疆厅库官票”、“凭票发足红钱壹百文”。文字两侧为直写的汉字，右边为编号，左边为日期。文字两侧则是站立着的绿色狮子，由于狮子本身绘制就不好加上印刷又不清楚，导致狮子的图案像狗，所以被俗称为“狗娃子票”。因为套色水平低且时间久远，导致现在纸币上的狮子颜色多为黑色。中间上方则印着交叉的两面五色旗，中间下方则为龙球和火焰。“狗娃子票”背面有印黑色花边方形图案，之中上边为汉文、下边为维吾尔文的告示。盖有“甘肃新疆布政使司之印”红色官印，左右两侧则盖有骑缝章。告示内容为：
新疆财政厅为晓谕事：照得此项官票准在本省及各属完纳粮草厘税等项及缴一切公款。兑换银钱，均在官钱局支付。如将来官设银行成立，即在银行支付。尚有不肖官商籍端勒索不收情事，准其来司禀控，定从严办。财政厅系属新设，印信尚未奉部颁到，业经呈明政府，仍用旧日布政司印信于官票内盖用，以免两歧，而昭信用。尚有奸民捏造假票，亦即照例治罪。合行晓谕。为此，示仰通省官绅商民人等一体遵照。切切，此谕。民国叁年 月 日示
而此前由新疆都督府财政司发行的民国三年“狗娃子票”尺寸为长135毫米，106毫米宽。正面内容上为“新疆司库官票”，背面的公告内容除了“财政厅”与“财政司”的区别，没有“财政厅系属新设”一句以及“呈明政府”与“呈明国务院”的差别外基本一致。而民国四年（公元1915年）版的“狗娃子票”尺寸为145毫米长，118毫米宽，除了标注的日期为“民国肆年”外，其余和民国三年版的“狗娃子票”相同。